# Moorbek (Mühlenau)
El Moorbek és un petit afluent del Mühlenau a Norderstedt al Slesvig-Holstein (Alemanya). És un nom compost de dos arrels baix alemanys: moor (aiguamoll) i bek (rierol), significa doncs rierol de l'aiguamoll. Neix a un prat moll al nord de Nordersted-Mitte a prop del carrer Moorbekweg i desemboca al Mühlenau a la frontera entre Norderstedt i Hasloh. Del centre de Norderstedt cap al sud, s'ha creat un parc del qual el Moorbek forma l'eix central.

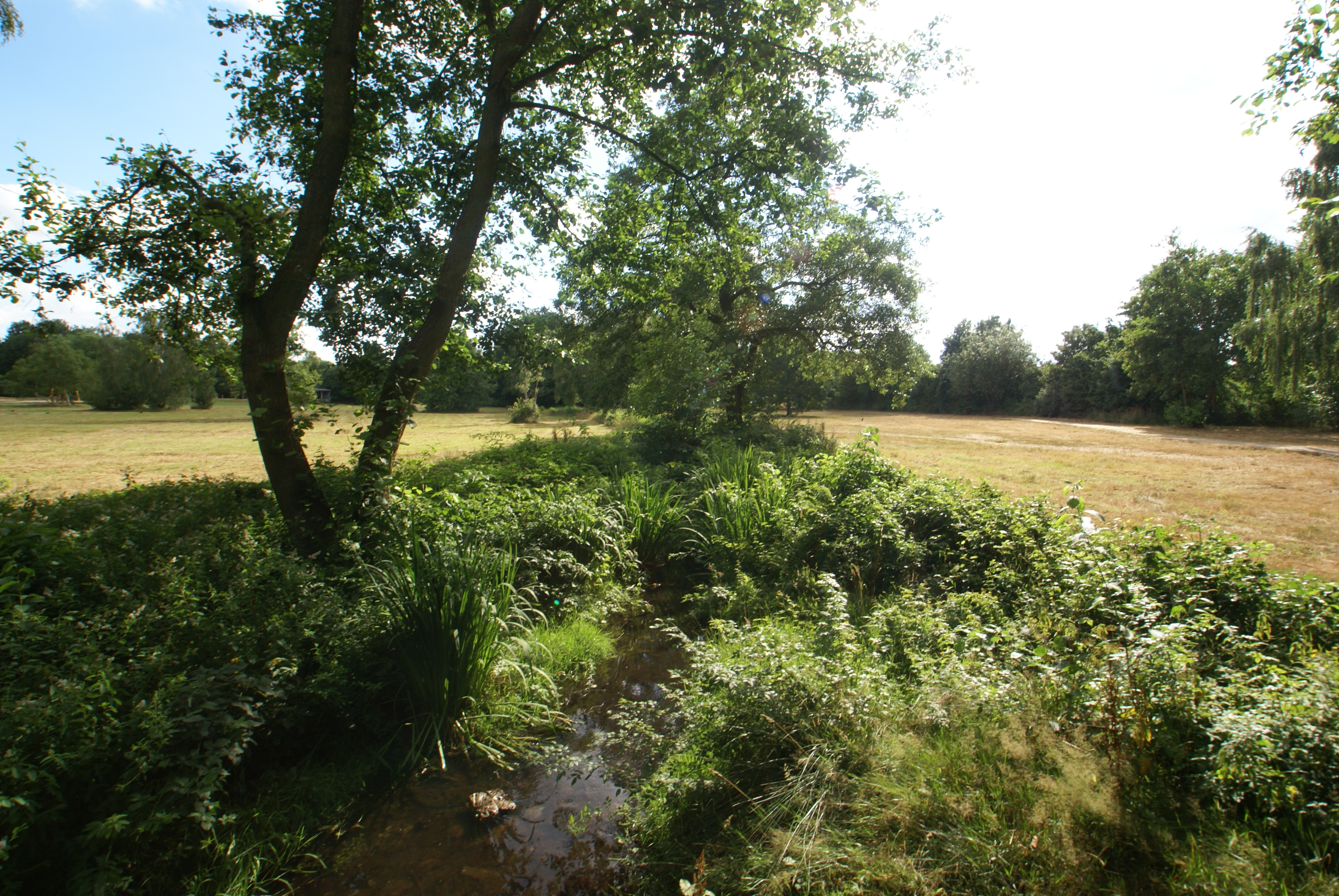
El Moorbek al Moorbekpark a Norderstedt
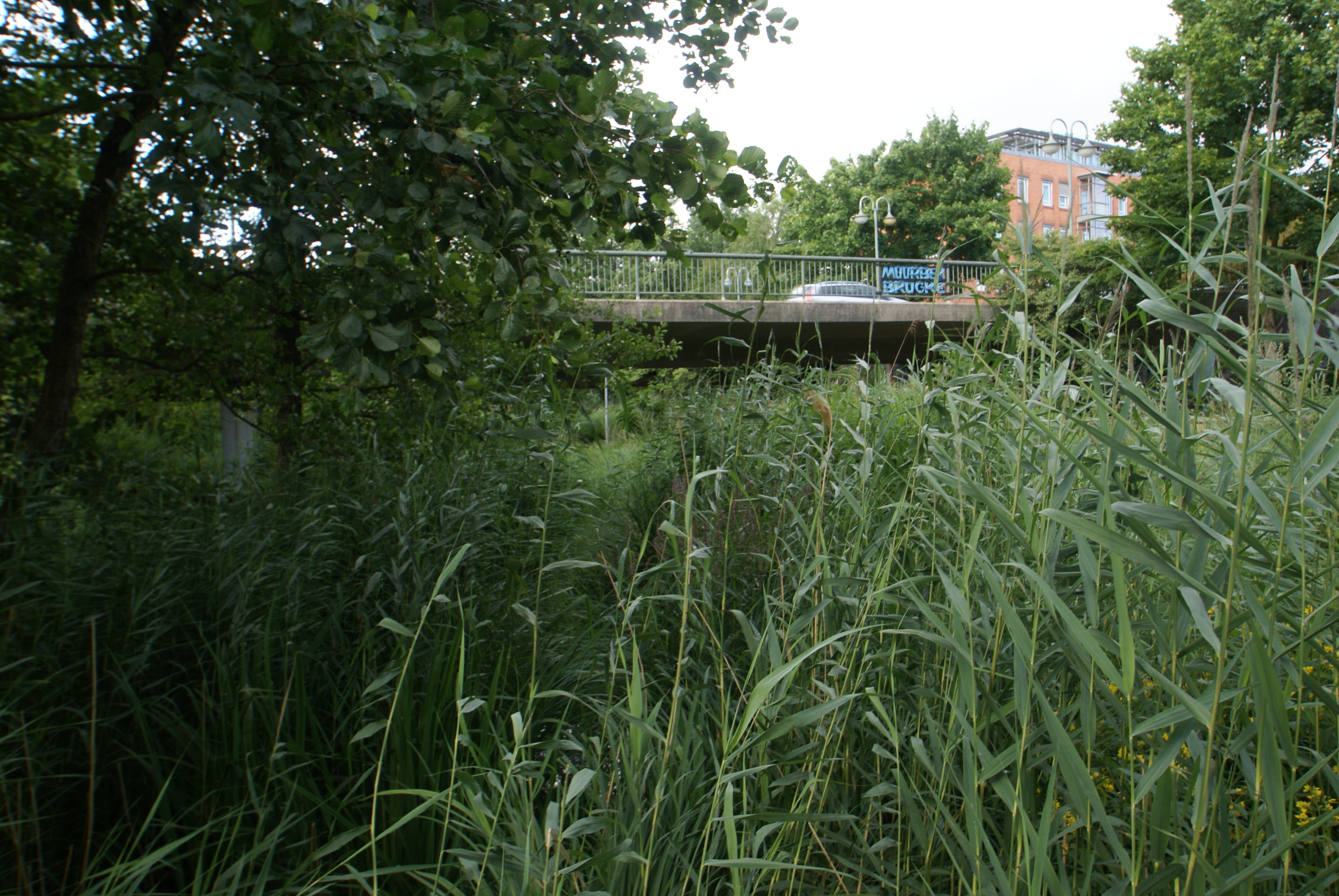
Pont al Moorbek a Norderstedt-Mitte
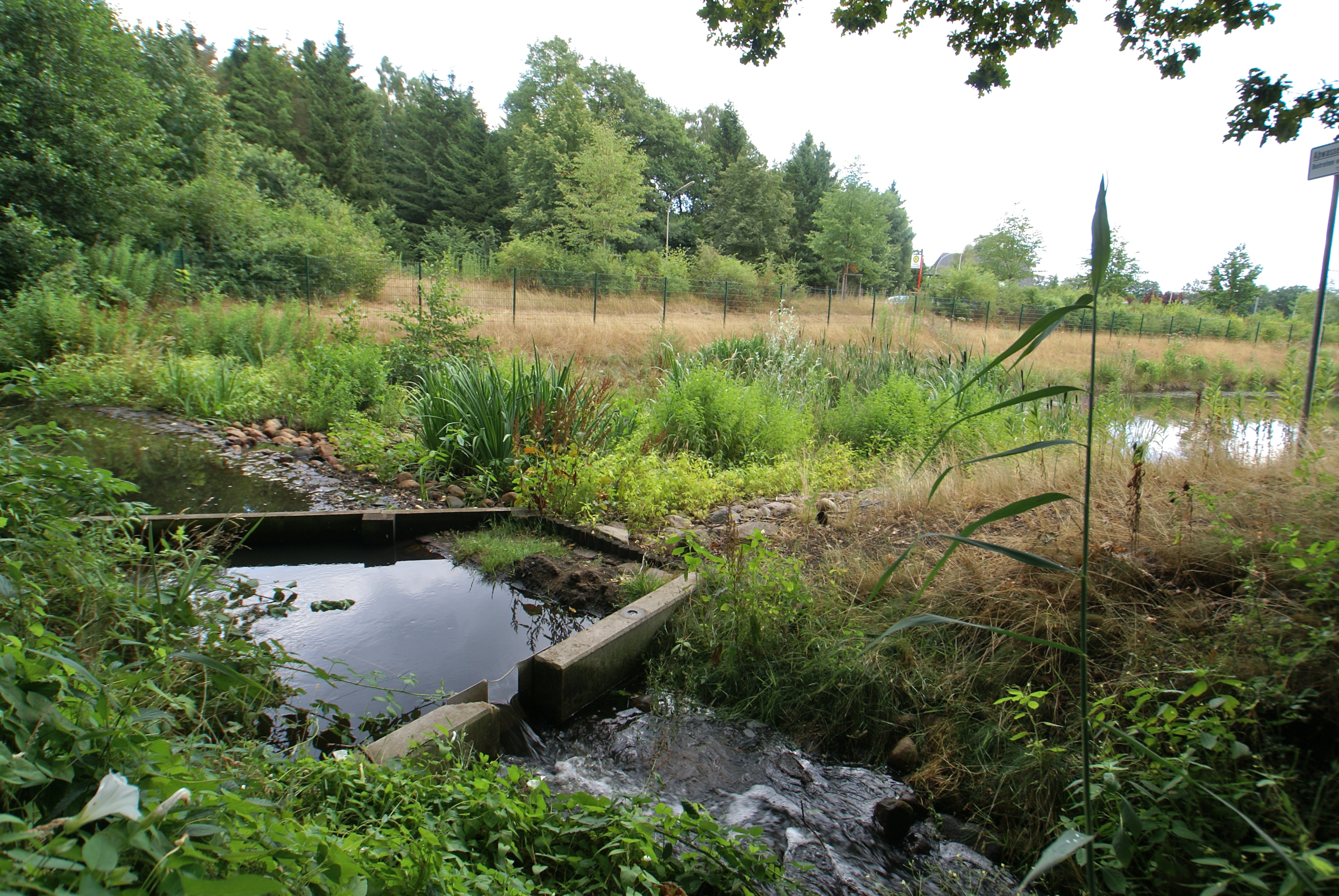
El Moorbek a prop del carrer Friedrichsgaber Weg
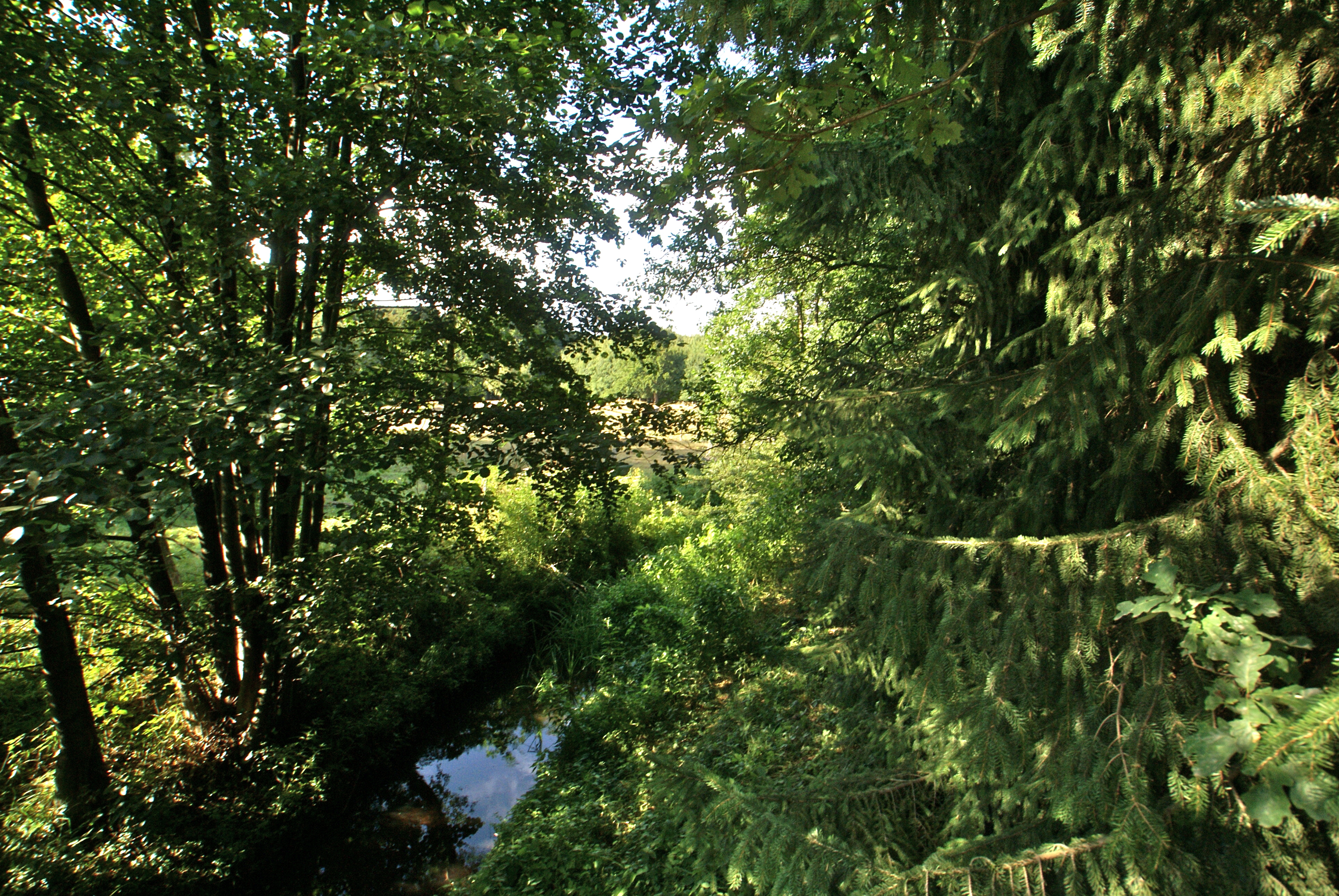
El riu poc abans de l'aiguabarreig al Mühlenau